# Франческо Веторрі
Франческо Ветторі (італ. Francesco Vettori; 1474- 1539) — дипломат, державний діяч Флорентійської республіки.

## Біографія
Був другом Макіавеллі в останні роки його служби державним секретарем. Після реставрації Медічі (1512) був послом Флоренції при дворі папи римського Лева Х (Джованні Медічі).